# Archivo Histórico de Mahón
La Biblioteca pública o Archivo Histórico de Mahón (Islas Baleares, España) se encuentra en un edificio construido el 1761 sobre unas construcciones medievales que eran el palacio de la familia Mercadal. Tiene características neoclásicas. 

## Historia
En 1953, el arquitecto municipal José María Claret Rubira hizo la reforma del palacio, convirtiéndolo en Casa de Cultura y años después pasó a funcionar como biblioteca y a albergar el Archivo Histórico Municipal. La creación oficial de la biblioteca se produjo con una Real Orden del 21 de noviembre de 1861.
Está situado en la Plaza de la Conquista, 8, de la ciudad de Mahón, justo detrás de la Plaza de la Constitución, de manera que desde ella se puede ver la parte posterior de la Iglesia de Santa María y una parte del edificio del ayuntamiento.
Está declarado Bien de interés cultural en la categoría de archivo desde el 10 de noviembre de 1997, y su código es RI-AR-0000019.